# Донька творця королів
«Донька творця королів» — книга британської письменниці Філіппи Ґреґорі, що входить до серії «Війна кузенів».
В основу сюжету покладено історію життя дружини англійського короля Річарда III Анни Невіл, доньки графа Воріка.

## Анотація
На початку книги автор знайомить читача з юною донькою найвпливовішого графа тогочасної Англії Уоріка. Амбітний батько бачить одну зі своїх доньок, старшу Ізабеллу або молодшу Анну, королевою Англії. Непомітно й не завжди з власної волі кожна з них втягується в політичні інтриги й у найголовніше — війну за престол.
Проте доля підготувала їм багато випробувань. 

## Сюжет
Річард Невіл, шістнадцятий граф Уорік на прізвисько «творець королів» садить Едварда IV на трон Англії. Проте, Невіл не може одружити жодну зі своїх доньок на новоспеченому королі, тому що  Едвард таємно одружується на Елізабет Вудвіл. Втрачаючи контроль над Едвардом, граф Уорік починає плести інтриги щодо майбутнього своїх доньок і королівства.
Анну, його молодшу доньку, видають заміж за Едварда, принца Уельського. Після загибелі в битві її батька й чоловіка, до неї починає проявляти увагу майбутній король Англії Річард III. 
В книзі описуються взаємини Анни з ключовими історичними фігурами Англії того часу: із Сесилією Невіл, старшою сестрою Ізабеллою Невіл, Єлизаветою Вудвіл та багатьма іншими з династії Плантагенетів.

## Про книгу
Авторка, на відміну від інших історичних книжок, розкриває головну героїню насамперед як жінку. Вона старається йти далі в житті та не втратити себе.
Проте наскільки (не)легко буде нести англійську корону на власній голові можна дізнатися лише прочитавши цю книгу самому. В книзі розповідається про життя Анни аж до її смерті.

## Адаптації
Сюжет книги був використаний у сіквелі «Біла королева». Роль Анни Невіл виконала Фей Марсей.Біла королева(2013), драматичний телесеріал, режисерами якого були Колін Тіг, Джеймс Кент та Джеймі Пейн. В основу сюжету ввійшли романи The White Queen, The Red Queen та The Kingmaker's Daughter.

## Критика
Publishers Weekly пише про роман «окрім того що Грегорі звертає увагу на  досить складну історію, вона правдиво описує деталі життя жінок у 1400-х та любов між сестрами-конкурентками».
Журнал Audiofile нагородив премією Earphones Award аудіокнигу з записом The Kingmaker's Daughter, назвавши роман «ще однією захопливою ретроспективою інтриг під час війни червоних і білих троянд», відзначивши Б'янку Амато, яка стала голосом Анни, як «просто видатну, що яскраво передала характер Анни в різні періоди її життя».  

## Інші книжки серії
- Біла королева[en]
- Біла принцеса[en]
- Червона королева[en]